# Rondibilis undulata
Rondibilis undulata es una especie de escarabajo longicornio del género Rondibilis, tribu Acanthocinini, subfamilia Lamiinae. Fue descrita científicamente por Pic en 1922.
La especie se mantiene activa durante los meses de abril, mayo y junio.

## Descripción
Mide 5,7-8 milímetros de longitud.

## Distribución
Se distribuye por China, Corea y Vietnam.